# SH2D1B
SH2D1B (англ. SH2 domain containing 1B) – білок, який кодується однойменним геном, розташованим у людей на короткому плечі 1-ї хромосоми.  Довжина поліпептидного ланцюга білка становить 132 амінокислот, а молекулярна маса — 15 297.
| 10         |  | 20         |  | 30         |  | 40         |  | 50         |
| ---------- |  | ---------- |  | ---------- |  | ---------- |  | ---------- |
| MDLPYYHGRL |  | TKQDCETLLL |  | KEGVDGNFLL |  | RDSESIPGVL |  | CLCVSFKNIV |
| YTYRIFREKH |  | GYYRIQTAEG |  | SPKQVFPSLK |  | ELISKFEKPN |  | QGMVVHLLKP |
| IKRTSPSLRW |  | RGLKLELETF |  | VNSNSDYVDV |  | LP         |  |            |

A: Аланін

C: Цистеїн

D: Аспарагінова кислота

E: Глутамінова кислота

F: Фенілаланін

G: Гліцин

H: Гістидин

I: Ізолейцин

K: Лізин

L: Лейцин

M: Метіонін

N: Аспарагін

P: Пролін

Q: Глутамін

R: Аргінін

S: Серин

T: Треонін

V: Валін

W: Триптофан

Кодований геном білок за функцією належить до фосфопротеїнів. 
Задіяний у таких біологічних процесах як адаптивний імунітет, імунітет, вроджений імунітет, поліморфізм, альтернативний сплайсинг. 